# David Russell (guitariste)
David Russell (né en 1953 à Glasgow) est un guitariste classique. Il joue des guitares Matthias Dammann.

## Biographie
Quand David Russell a cinq ans, sa famille déménage de Glasgow à Minorque. Il s'intéresse alors à la guitare que son père, artiste peintre, pratique en amateur. Il imite notamment Andrés Segovia et Julian Bream.
Actuellement, Russell réside en Galice, mais passe la plupart de son temps à faire des tournées dans des villes comme Barcelone, New York, Londres, Tokyo, Los Angeles, Madrid, Toronto, Amsterdam et Denver. Il est régulièrement invité à jouer dans des festivals de musique.
David a remporté des tournois de golf amateur, principalement en Écosse et en Espagne. Il est un fervent supporter de son équipe de football locale, Celta de Vigo.

## Distinctions et récompenses
Au cours de ses études à la Royal Academy of Music, Russell remporte deux fois le Prix de la guitare Julian Bream et une bourse du Ralph Vaughan Williams Trust. Plus tard, il remporte de nombreuses compétitions internationales, notamment le Concours Andrés Segovia, le Concours José Ramírez et le Concours espagnol Francisco Tárrega .
Russell est nommé membre de la Royal Academy of Music de Londres en 1997.
En mai 2003, il est honoré du titre de "fils adoptif" d'Es Migjorn, la ville de Minorque où il a grandi.
En novembre 2003, il reçoit la médaille d'honneur du conservatoire des Baléares.
En 2005, il remporte un Grammy Award du meilleur soliste instrumental en musique classique pour son CD Aire Latino.

## Discographie sélective
Depuis 1995, Russell a un contrat avec Telarc International. Il a enregistré un CD contenant la musique du guitariste et compositeur paraguayen Agustín Barrios Mangoré ; un autre avec la musique du compositeur espagnol Federico Moreno Torroba ; un enregistrement comprenant les trois concerti pour guitare solo de Rodrigo (Concierto de Aranjuez, Fantasía para  un Gentilhombre et Concierto para una Fiesta) ; Celtic Music for Guitar, Music by Giuliani, Baroque Music, Spanish Favorites, David Russell plays Bach, Aire Latino (consacré à la musique écrite par des compositeurs latino-américains),  Spanish Legends, Air on a G-string (musique baroque uniquement), For David (inclut uniquement les œuvres contemporaines qui lui sont dédiées), Sonidos Latinos, Albeniz et Grandeur du Baroque .
Sa discographie comprend également un CD récital avec des transcriptions de Bach, Haendel et Domenico Scarlatti, un album tout à fait classique appelé  Nineteenth Century Music et les œuvres complètes de Francisco Tárrega sur Opera Tres .